# 鹿児島地方検察庁
鹿児島地方検察庁（かごしまちほうけんさつちょう）は、鹿児島県鹿児島市にある日本の地方検察庁の一つで、鹿児島県を管轄している。略称は、鹿児島地検（かごしまちけん）。
鹿児島県内を管轄しており、鹿児島市に設置されている本庁のほか、名瀬、加治木、知覧、川内、鹿屋に支部を設置している。

## 所在地
- 本庁 - 鹿児島市山下町13-10 鹿児島地方法務合同庁舎（同庁舎内に伊集院区検察庁・屋久島区検察庁を設置）
- 名瀬支部 - 奄美市名瀬矢之脇町1-2
- 加治木支部 - 姶良市加治木町仮屋町89-1 加治木法務合同庁舎
- 知覧支部 - 南九州市知覧町郡6196
- 川内支部 - 薩摩川内市若葉町4-24 川内地方合同庁舎
- 鹿屋支部 - 鹿屋市打馬1丁目2-16

## 管轄
- 本庁
  - 鹿児島区検察庁（鹿児島市、鹿児島郡）
  - 伊集院区検察庁（いちき串木野市、日置市）
  - 種子島区検察庁（西之表市、熊毛郡（中種子町、南種子町））
  - 屋久島区検察庁（熊毛郡（屋久島町））
- 名瀬支部
  - 名瀬区検察庁（奄美市、大島郡（龍郷町、大和村、瀬戸内町、宇検村、喜界町））
  - 徳之島区検察庁（大島郡（徳之島町、天城町、伊仙町、和泊町、知名町、与論町））
- 加治木支部
  - 加治木区検察庁（霧島市、曽於市（財部支所の所管区域）、姶良市）
  - 大口区検察庁（伊佐市、姶良郡（湧水町））
- 知覧支部
  - 知覧区検察庁（南九州市（知覧支所、川辺支所の各所管区域））
  - 加世田区検察庁（南さつま市、枕崎市）
  - 指宿区検察庁（指宿市、南九州市（頴娃支所の所管区域））
- 川内支部
  - 川内区検察庁（薩摩川内市（里支所、上甑支所、下甑支所及び鹿島支所の各所管区域を除く）、薩摩郡）
  - 出水区検察庁（出水市、阿久根市、出水郡）
  - 甑島区検察庁（薩摩川内市（里支所、上甑支所、下甑支所及び鹿島支所の各所管区域））
- 鹿屋支部
  - 鹿屋区検察庁（鹿屋市（輝北総合支所の所管区域を除く）、垂水市、肝属郡）
  - 大隅区検察庁（鹿屋市（輝北総合支所の所管区域）、曽於市（財部支所の所管区域を除く）、志布志市、曽於郡）

## 不祥事
- 志布志事件（2003年）
2003年4月13日投開票の鹿児島県議会議員選挙（統一地方選挙）の曽於郡選挙区で当選した中山信一県議会議員の陣営が曽於郡志布志町（現・志布志市）の集落で住民に焼酎や現金を配ったとして中山やその家族と住民らが公職選挙法違反容疑で逮捕された事件を巡る捜査において、捜査第二課選挙違反取締本部が自白の強要や数か月から1年以上にわたる異例の長期勾留など違法な取り調べを行った事件。後に被疑者・被告は全員無罪判決の確定判決。鹿児島県などに国家損害賠償命令の判決が下った。
- 2019年9月
県警が窃盗容疑で逮捕、送検した男を鹿児島地検が勾留手続きを誤って釈放していたことが判明した。男は釈放後に県警によって任意同行され再逮捕された。[1]。